# King Charles (músico)
King Charles, nascido Charles Costa, é um cantor e compositor de West London.
Charles toca guitarra, piano e violoncelo. Tem formação clássica de canto e pertenceu ao coro na escola. Começou a escrever canções aos dezessete anos e, em 2009, ganhou o International Songwriting Competition (Concurso Internacional de Composição Musical) por unanimidade.
Depois de estudar sociologia por dois semestres na Universidade de Durham, Charles voltou para Londres em 2007. Adotou o pseudônimo King Charles e formou uma banda, Adventure Playground, que saiu em turnê com Laura Marling e Noah and the Whale antes de se separarem em 2008. Ele também saiu em turnê pelo Reino Unido e pelos Estados Unidos ao lado de Mumford & Sons.
Depois de assinar um contrato com a Universal Republic no Reino Unido através de seu selo independente Mi7 Records, King Charles gravou seu primeiro álbum, Loveblood, em Hollywood, Califórnia. Foi lançado em 8 de maio de 2012.

## Discografia

### Álbuns de estúdios
| Título    | Detalhes do álbum                                                             | Posição nas paradas |
| Título    | Detalhes do álbum                                                             | UK                  |
| --------- | ----------------------------------------------------------------------------- | ------------------- |
| LoveBlood | - Lançamento: May 7, 2012 - Gravadora: Island - Formato: CD, Digital download | 36                  |

### Singles
| Ano  | Título       | Álbum     |
| ---- | ------------ | --------- |
| 2011 | "Bam Bam"    | Loveblood |
| 2011 | "LoveBlood"  | Loveblood |
| 2012 | "Lady Percy" | Loveblood |